# آتسوجی میاهارا
آتسوجی میاهارا (انگلیسی: Atsuji Miyahara؛ زادهٔ ۲۰ دسامبر ۱۹۵۸) کشتی‌گیر اهل ژاپن است.